# Nikolaikirche (Felsberg)

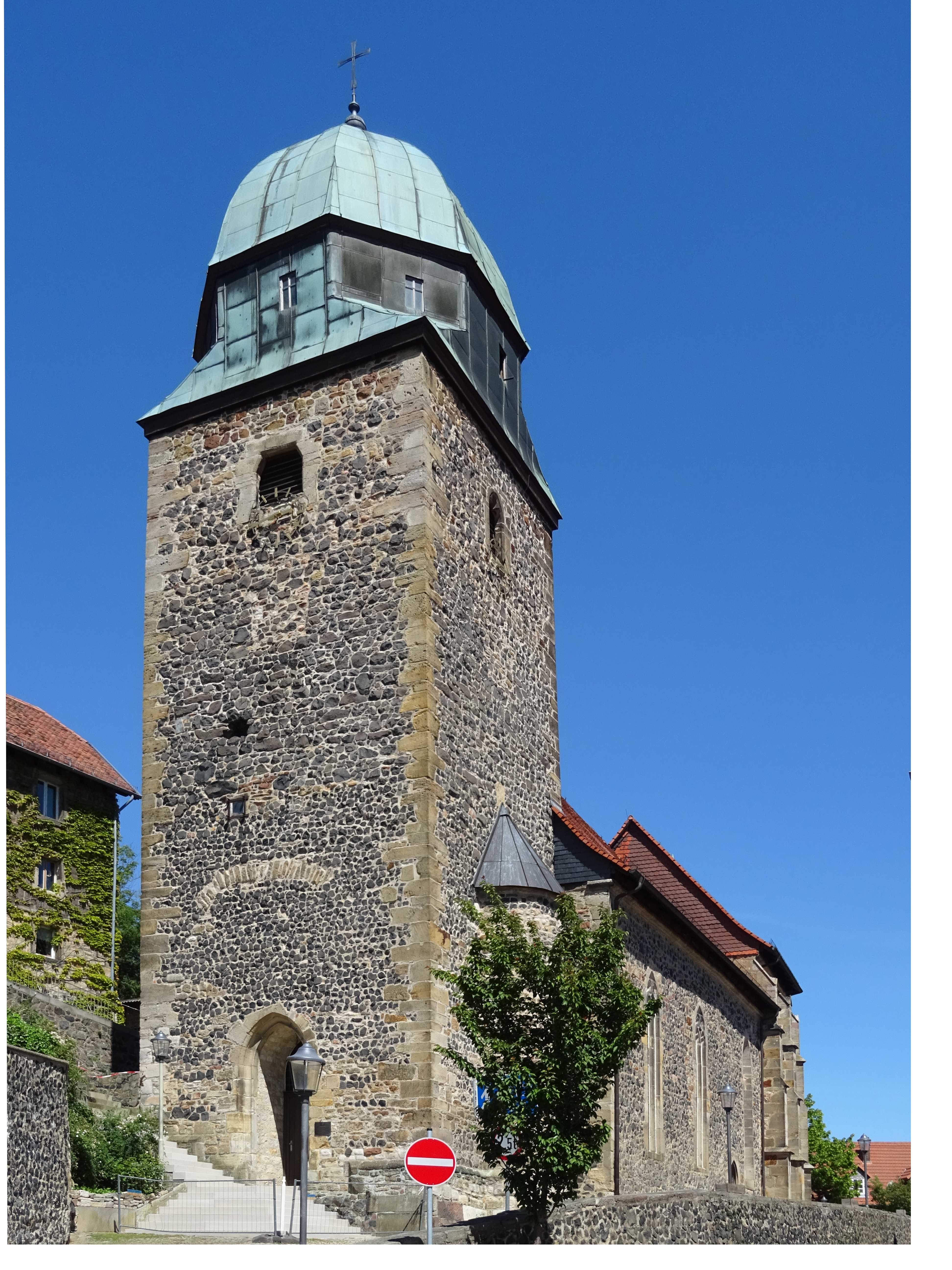
Nikolaikirche Felsberg

Die Evangelische Nikolaikirche ist ein denkmalgeschütztes Kirchengebäude, das am Marktplatz der Stadt Felsberg im Schwalm-Eder-Kreis (Hessen) steht. Die Kirchengemeinde gehört zum Kirchenkreis Schwalm-Eder der Evangelischen Kirche von Kurhessen-Waldeck.

## Beschreibung
Die erst Kirche wurde um 1320 erbaut. Die heutige Stadtkirche aus Bruchsteinen besteht aus dem Mitte des 14. Jahrhunderts gebauten Kirchturm im Westen, einem niedrigen, mehrfach umgebauten Langhaus und einem hohen Chor mit dreiseitigem Abschluss im Osten, der in der 2. Hälfte des 15. Jahrhunderts gebaut wurde. Der Chor wird von Strebepfeilern gestützt, zwischen denen sich Maßwerkfenster befinden. Die Maßwerkfenster des Langhauses wurden erst 1865 eingebaut. An der Südseite des Turms ist ein Treppenturm angebaut. Seine Haube erhielt der Turm im 19. Jahrhundert. Das Erdgeschoss des Turms ist mit einem Kreuzrippengewölbe überspannt. Bei einem Brand im Jahre 1640, bei dem die Kirche bis auf die Umfassungsmauern zerstört wurde, erhielt das Langhaus beim Wiederaufbau, der sich bis Anfang des 18. Jahrhunderts hinzog, eine Flachdecke.
Die Kirchenausstattung wurde 1882 bis 1884 beim Umbau des Innenraumes im neugotischen Stil erneuert. Bei einer Renovierung 1972 erlaubte der Landeskonservator, dass die zweistöckige Empore auf eine Etage reduziert und verkürzt werden durfte. 1974 wurde eine neue Orgel mit zwei Manualen der Werner Bosch Orgelbau angeschafft. 1988 wurden drei neue Kirchenglocken von der Glocken- und Kunstgießerei Rincker zusätzlich aufgehängt, die das vorhandene Geläut der beiden Glocken von 1513 und 1709 ergänzten.